# Siedziba mBanku w Bydgoszczy
Siedziba mBanku w Bydgoszczy – zespół budynków należących do mBanku (d. BRE Banku) w Bydgoszczy. Zwane są „nowymi spichrzami” lub „szklanymi spichrzami” i zaliczają się do najbardziej udanych realizacji architektonicznych w Polsce po 1990 r.

## Położenie
Budynki stoją na południowym nabrzeżu Brdy w Bydgoszczy, przy ul. Grodzkiej 19-21.

## Charakterystyka
Budynki powstały w latach 1995-1998, według, nagrodzonego I nagrodą w konkursie architektonicznym SARP, projektu architektów Andrzeja Bulandy i Włodzimierza Muchy z Warszawy. Pomimo że zostały wykończone szkłem i cegłą klinkierową, swoim kształtem i stylem nawiązują do zabytkowych spichlerzy znajdujących się tuż obok i komponują z otoczeniem.
W 2011 w budynkach znajdował się oddział MultiBanku oraz biurowiec Atos Origin IT Services sp. z o.o.
W 2018 przeprowadzono remont obiektu.
Pomiędzy „nowymi” a „starymi” spichrzami znajduje się Pałacyk Lloyda, wybudowany w latach 1884-1898, z inicjatywy przedsiębiorcy zajmującego się żeglugą śródlądową Otto Liedtke.

## Nagrody i wyróżnienia
Budynki zostały uznane za ikonę współczesnej architektury i zostały obsypane nagrodami. Otrzymały między innymi:
- 2000: I Nagroda za najlepszy budynek użyteczności publicznej zbudowany w latach 1989-1999 w Polsce III edycji ogólnopolskiego konkursu Życie w architekturze[3]
- 2000: Nagroda Roku SARP[4]
- 2000: Nagroda I stopnia Ministra Rozwoju Regionalnego i Budownictwa oraz Ministra Spraw Wewnętrznych i administracji za wybitne osiągnięcia twórcze w dziedzinie architektury i budownictwa[4]
- 2001: polska nominacja do nagrody Miesa van de Rohe[4]
- 2004: nagroda międzynarodowa DIFA AWARD
- 2005: umieszczenie na liście Polska. Ikony architektury[5]

## Galeria zdjęć

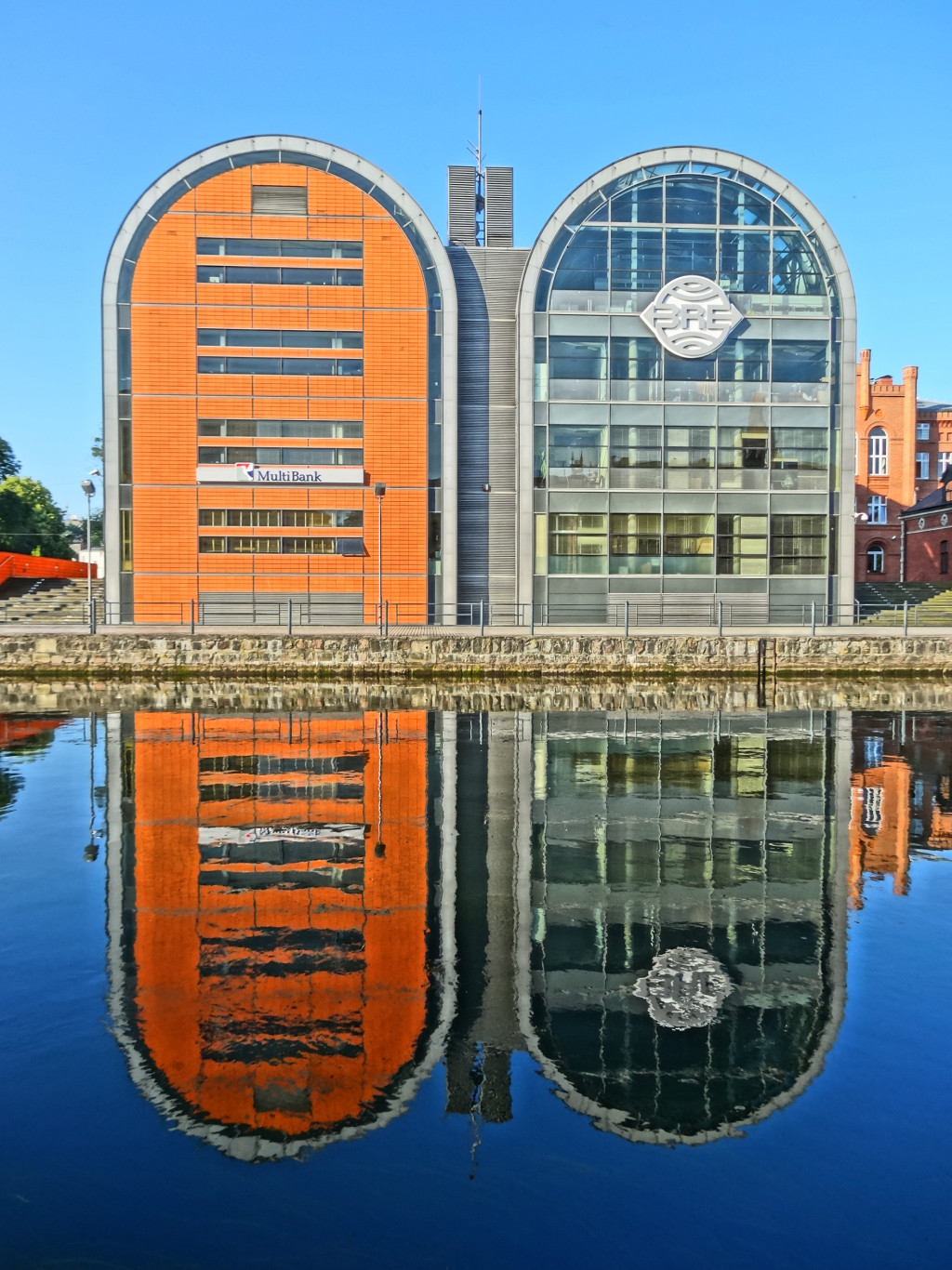
Nad Brdą
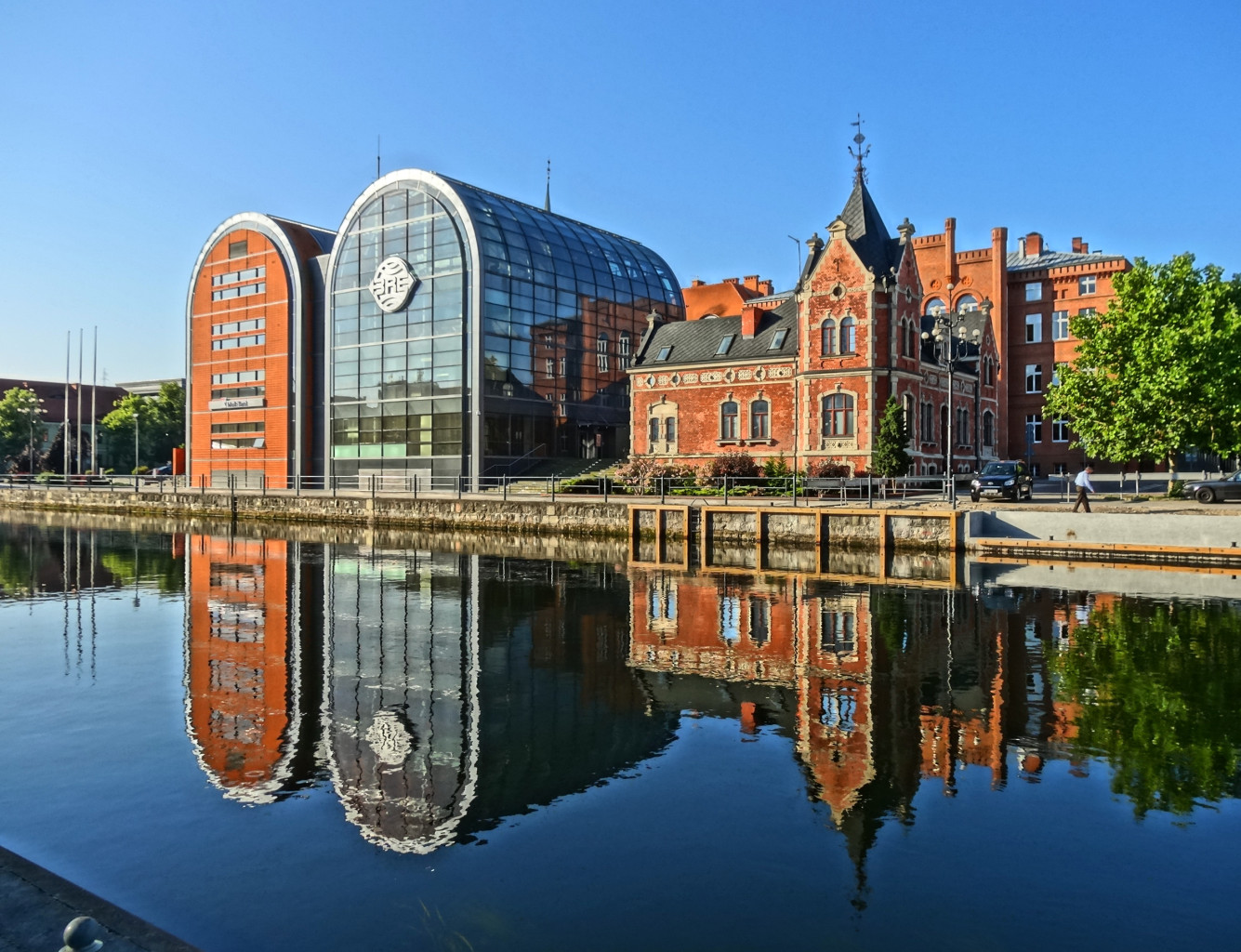
Z pałacykiem Lloyda
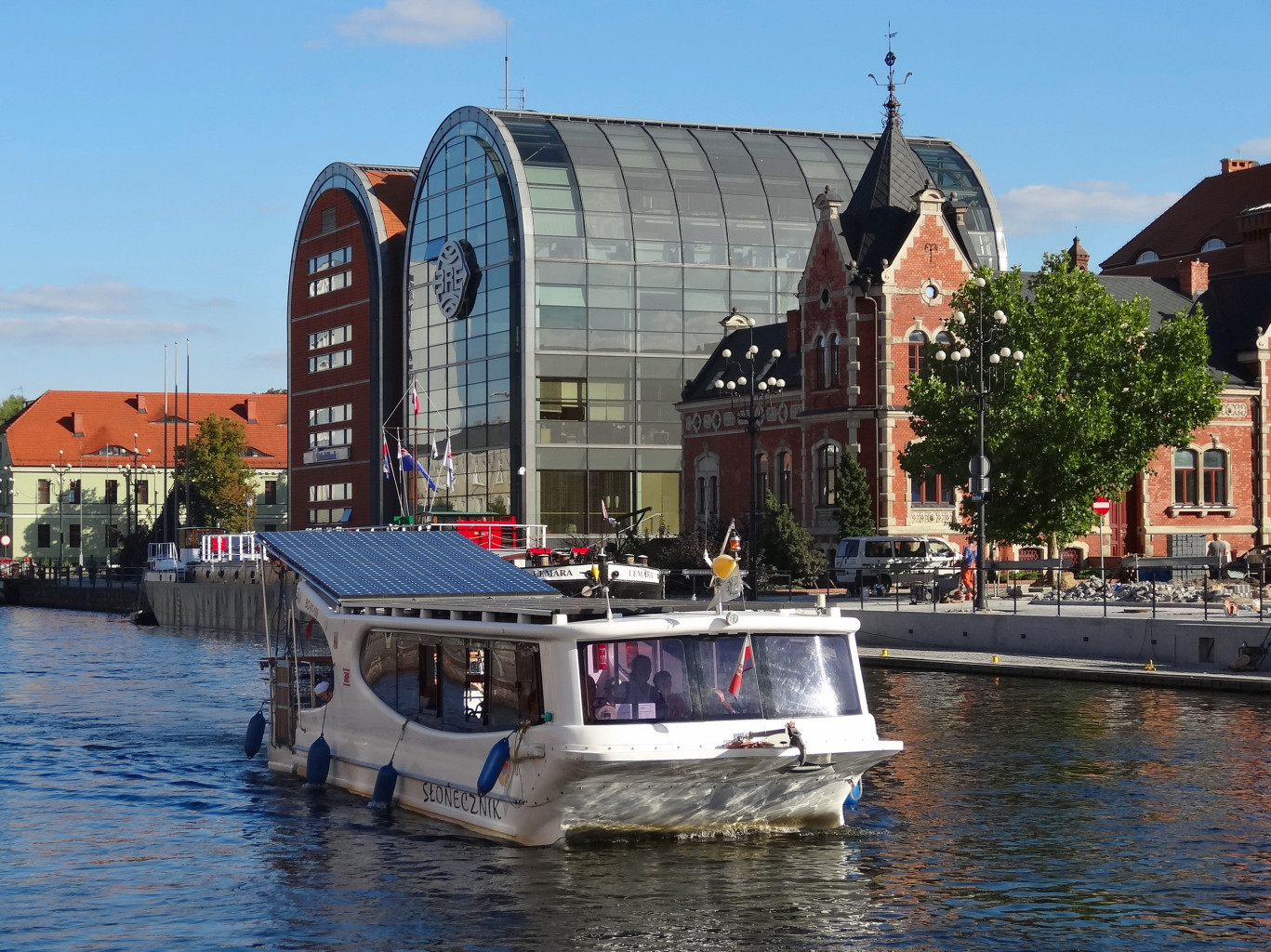
Z Tramwajem Wodnym
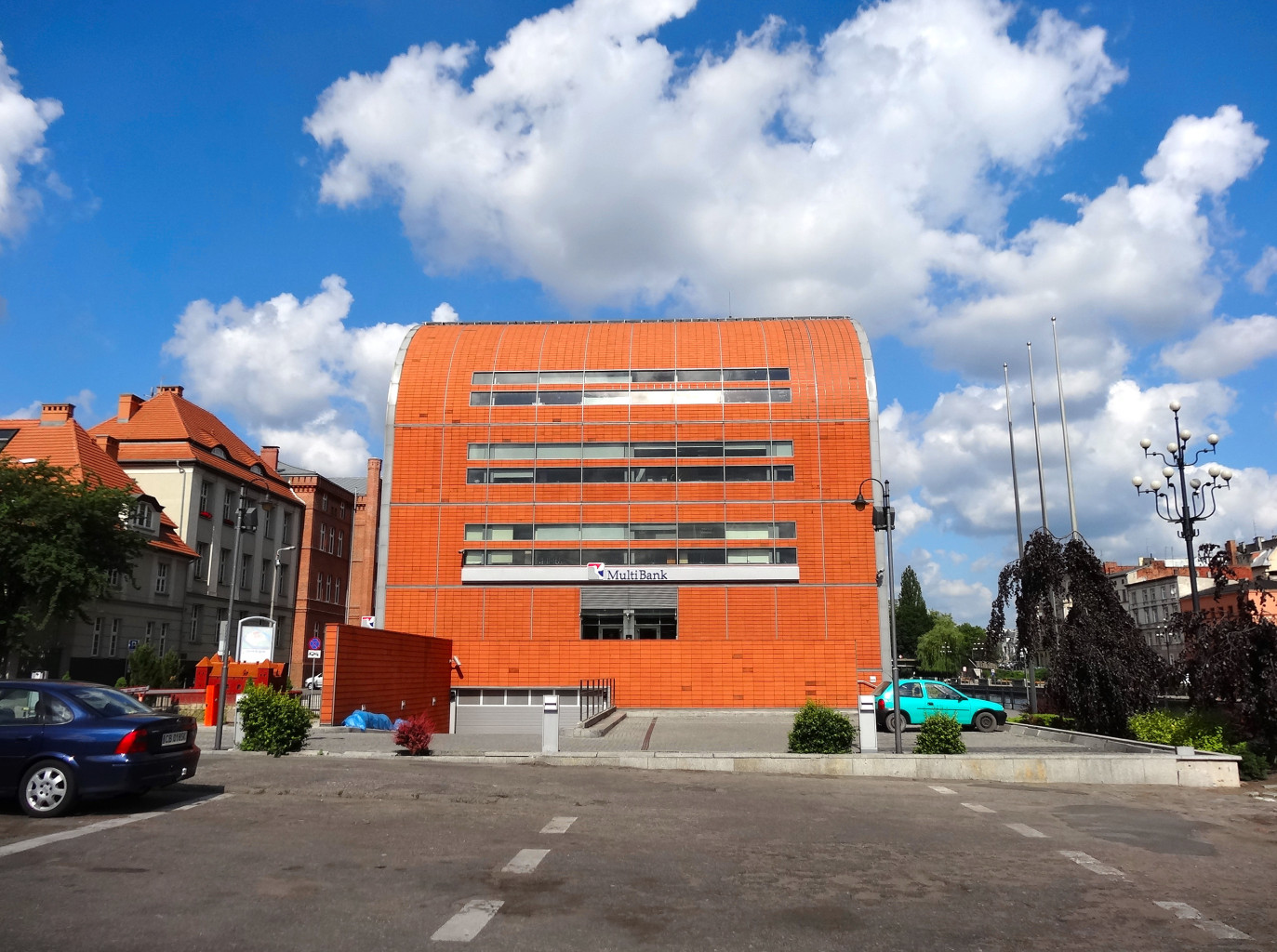
Na placu Solnym
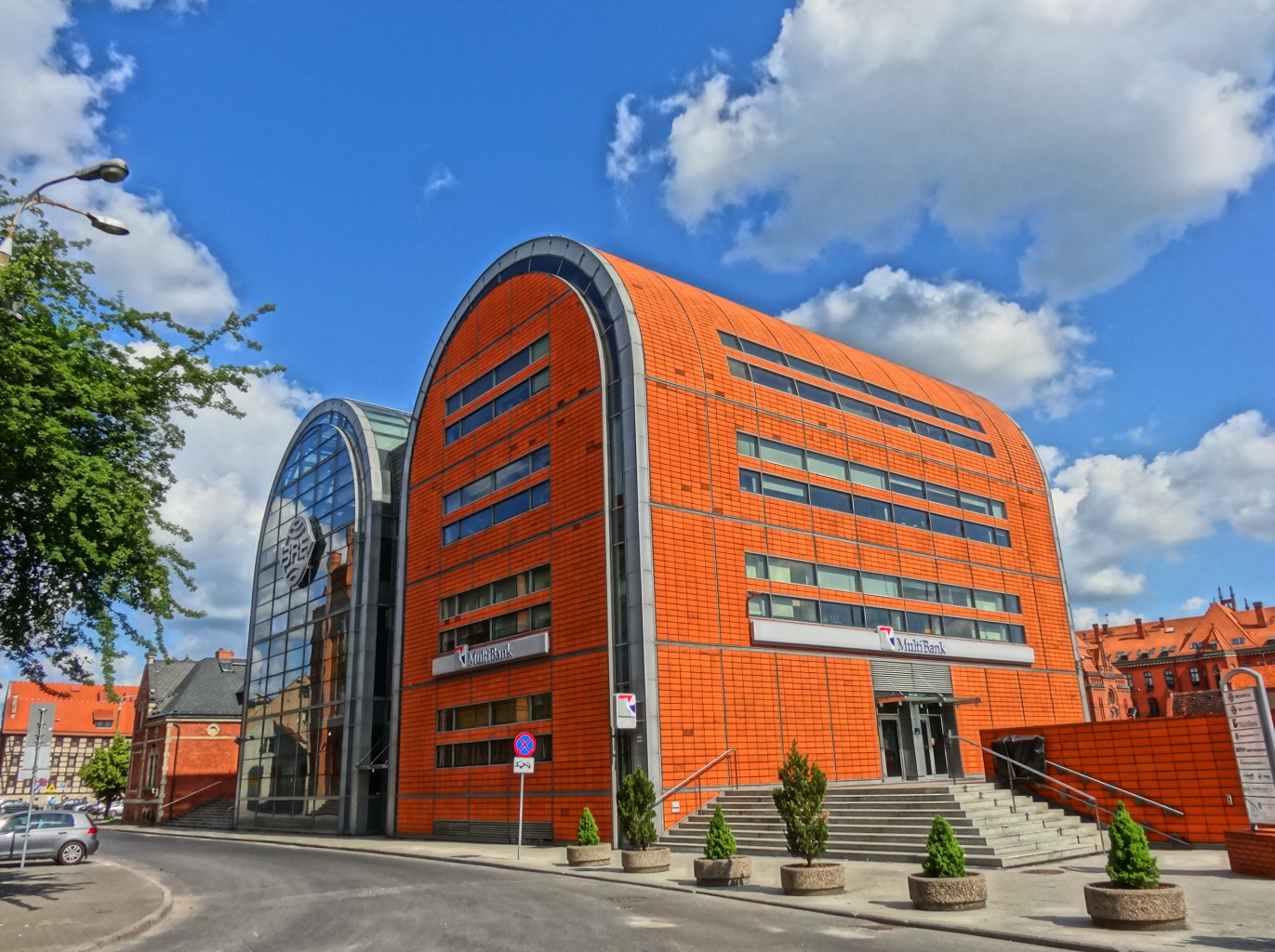
Od ul. Grodzkiej
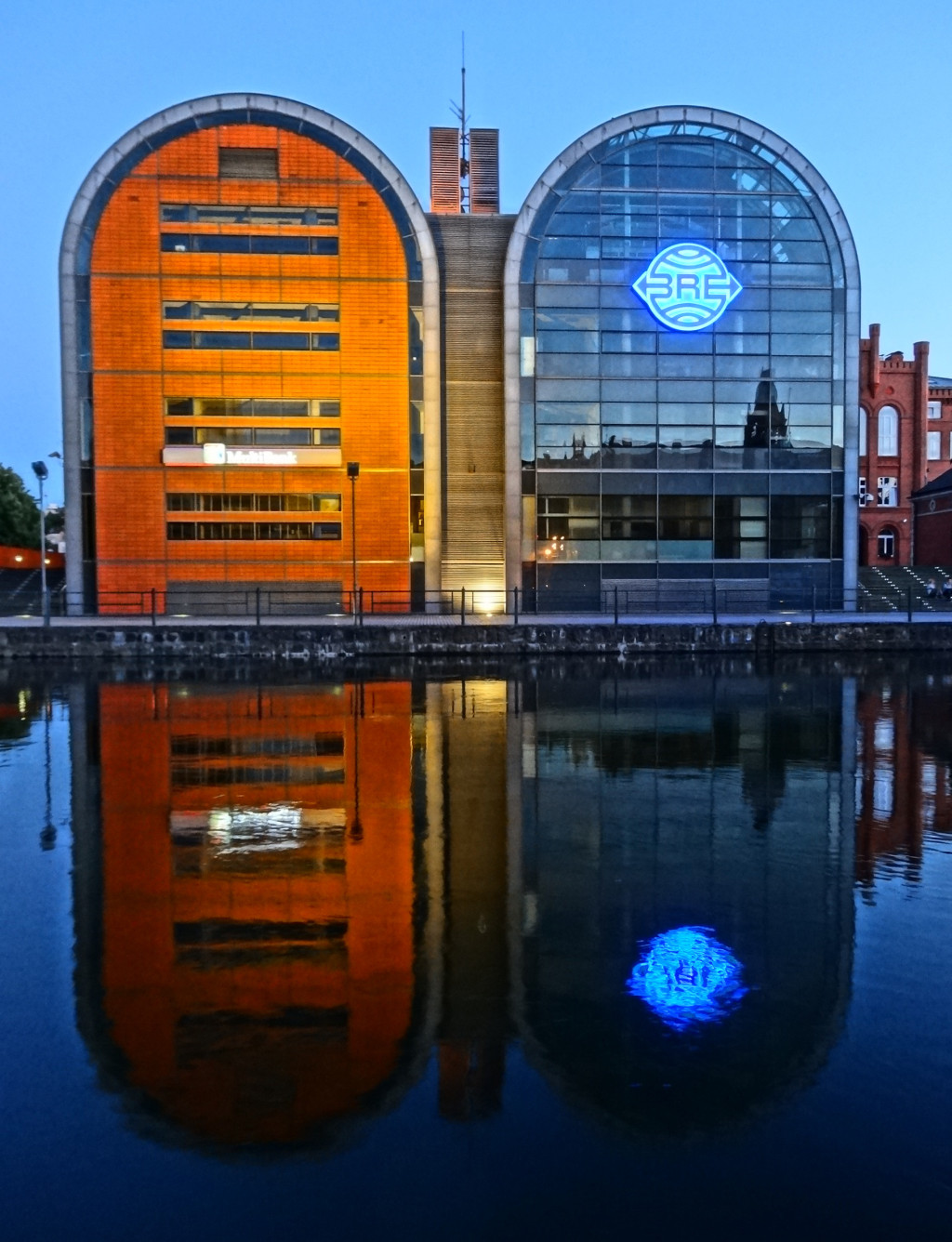
O zmierzchu
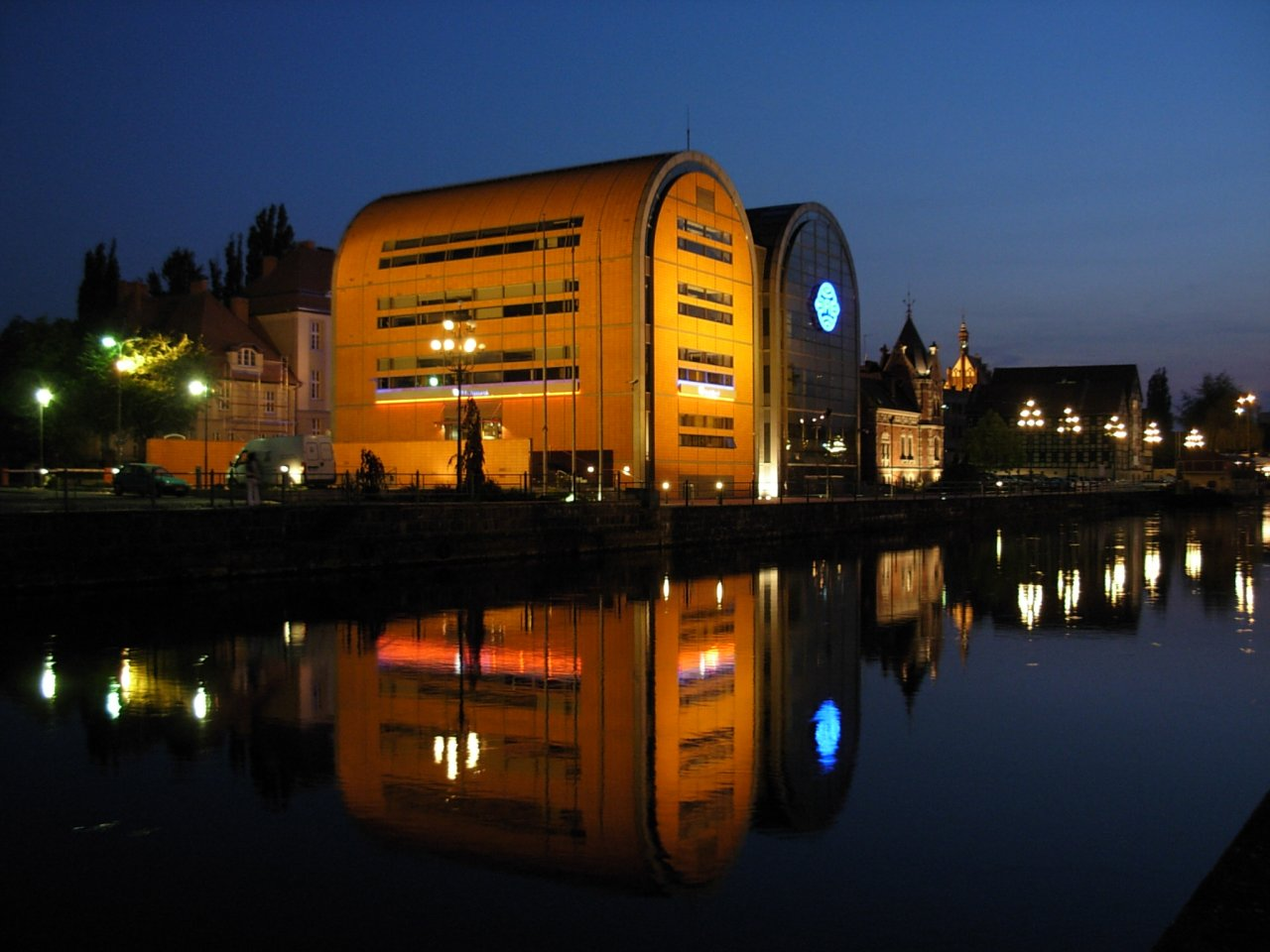
Na Brdą
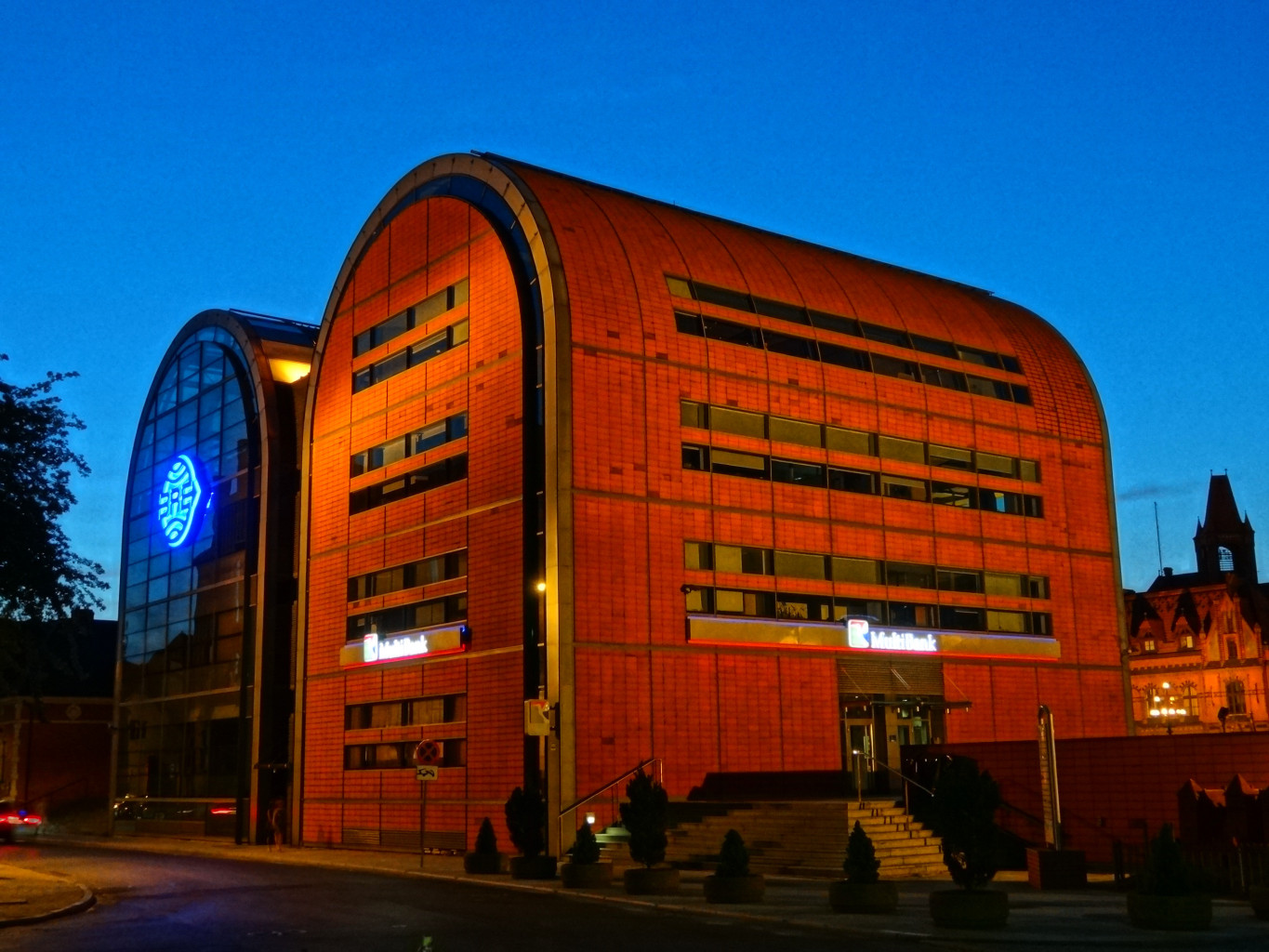
Od ul. Grodzkiej
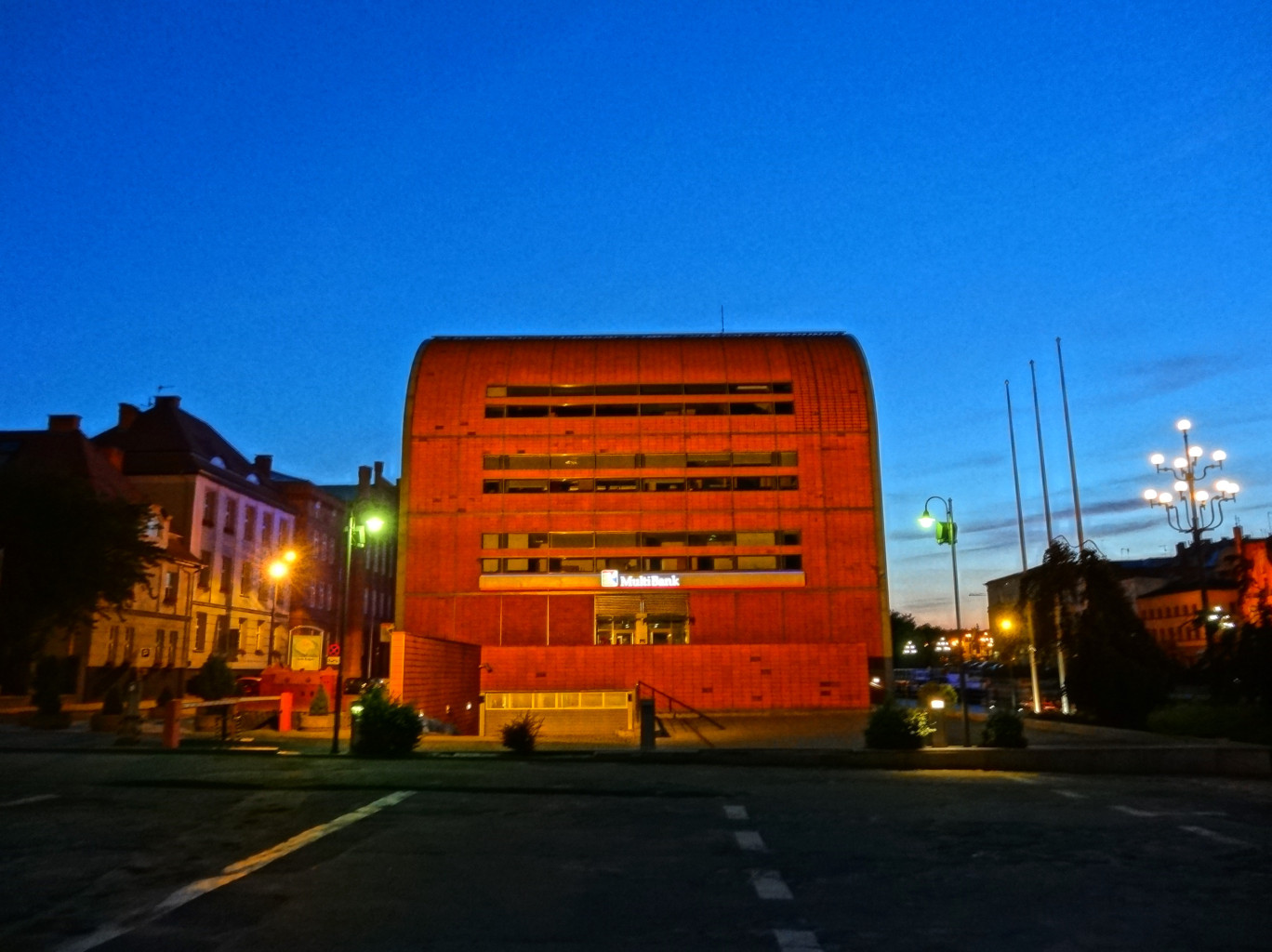
Na placu Solnym
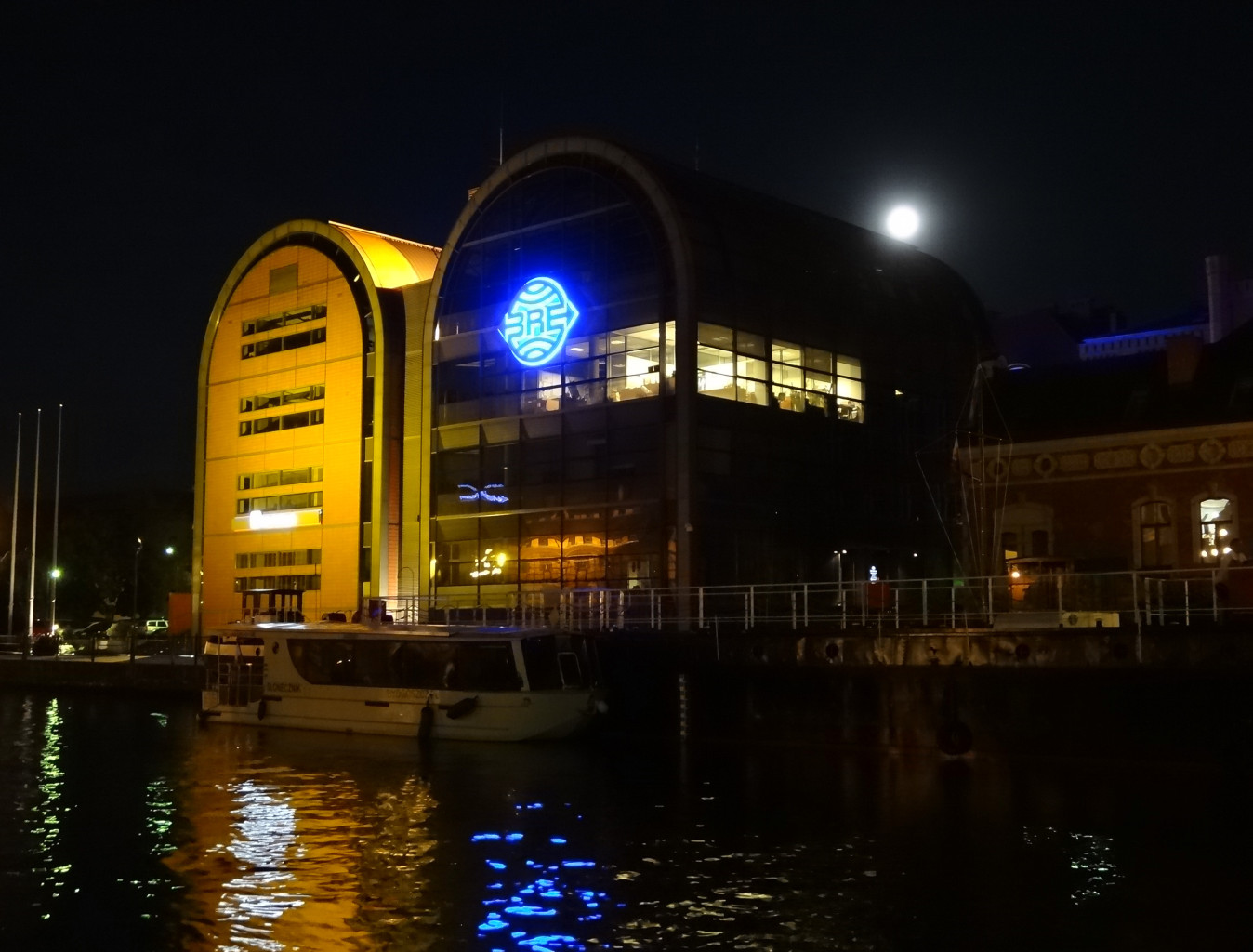
Nocą